# Остров Ферсмана
О́стров Фе́рсмана — остров архипелага Земля Франца-Иосифа. Наивысшая точка острова — 46 метров. Административно относится к Приморскому району Архангельской области России.

## Расположение
Расположен в центральной части архипелага, в 800 метрах к северу от северо-восточного окончания острова Хейса в акватории пролива Ермак.

## Описание
Имеет вытянутую форму длиной около 1,7 километра и шириной 800 метров. Остров свободен ото льда, на его территории расположены две возвышенности, самая крупная — южная, достигает 46 метров. Остальная площадь острова занята редкими каменистыми россыпями.
Назван в честь советского геохимика Александра Ферсмана.